# 均苯四甲酰氯
均苯四甲酰氯是一种有机化合物，化学式为C10H2Cl4O4。它可由均苯四甲酸（或均苯四甲酸二酐）在N,N-二甲基甲酰胺的催化下于氯化亚砜中回流反应得到。它和正己胺在三氯甲烷中反应，得到四己基均苯四甲酰胺，和其它胺类发生类似反应。